# Andornaktálya
Andornaktálya (hongrois : Andornaktálya [ˈɒndornɒktaːjɒ]) est une localité hongroise située dans le comitat de Heves.

## Nom et attributs

### Toponymie
Le nom Andornaktálya provient de deux éléments distincts. « Andornak » est un ancien nom hongrois, tandis que « tálya » dériverait du mot français taille (signifiant « coupe » ou « défrichement »). Cette dernière partie du toponyme pourrait faire référence aux Wallons, arrivés en Hongrie au XIe siècle depuis la région de Liège, qui auraient introduit la culture de la vigne dans la région d'Eger. Avant d'y planter des vignes, ils auraient débroussaillé les pentes des collines environnantes. Une explication similaire est avancée pour l'origine du nom de Tállya, dans le comitat de Borsod-Abaúj-Zemplén.

## Site et localisation

### Topographie et hydrographie
Andornaktálya est située à l'extrémité sud-ouest de l'Egri-Bükkalja, dans les derniers contreforts du massif du Bükk, là où celui-ci se fond dans la Grande plaine hongroise. La localité s'étend dans la vallée de l'Eger, immédiatement au sud d'Eger, avec laquelle elle est presque entièrement conurbée. Son urbanisme linéaire en fait un village-rue d'environ 5 kilomètres de long.

## Histoire
Le village de Kistálya est mentionné pour la première fois dans un document de 1382. Il fut la propriété du prévôt d'Eger jusqu'au XXe siècle.  
Lors du siège d'Eger en 1552, les habitants des villages environnants trouvèrent refuge dans des habitations troglodytiques creusées dans le tuffeau rhyolitique des collines avoisinantes. Après la destruction des villages, la région fut progressivement repeuplée, avec la reconstruction d'Andornak en 1564 et de Kistálya vers 1690. Ces grottes servirent également d'abri aux habitants durant la guerre d'Indépendance de Rákóczi.  
En février 1844, le poète Sándor Petőfi fit halte dans l'ancien village d'Andornak alors qu'il se rendait à Eger et y écrivit son poème Eger mellett (« Près d'Eger »).  
En 1916, Lajos Mocsáry, homme politique démocrate progressiste, s'éteignit à Andornak.  
Le 27 septembre 1939, les localités d'Andornak et de Kistálya fusionnèrent pour former la commune actuelle d'Andornaktálya. Jusqu'en 1945, elle faisait partie du district de Mezőkövesd dans l'ancien comitat de Borsod.  
Située dans la région viticole d'Eger, la localité a longtemps vécu de l'agriculture et de la viticulture. Aujourd'hui, Andornaktálya s'intègre de plus en plus à l'agglomération d'Eger, évoluant vers un quartier résidentiel, dont une grande partie des habitants travaille dans la ville voisine.  

## Population

### Minorités culturelles et religieuses
Lors du recensement de 2011, 83,8 % des habitants se déclaraient Hongrois et 1,1 % Allemands, tandis que 16,2 % n'ont pas répondu (en raison des identités multiples, le total peut dépasser 100 %). La répartition religieuse était la suivante : 49,8 % catholiques romains, 4,8 % réformés, 0,2 % catholiques grecs, 21,7 % sans appartenance religieuse, tandis que 22,3 % n'ont pas répondu.  
En 2022, 92,5 % de la population se déclaraient Hongrois, 0,3 % Allemands, 0,2 % Roms, 0,1 % Ukrainiens et 0,1 % Polonais, tandis que 3,2 % appartenaient à une autre nationalité étrangère et 7,3 % n'ont pas répondu.  
Concernant l'appartenance religieuse, 39,2 % étaient catholiques romains, 5,5 % réformés, 0,5 % catholiques grecs, 0,1 % évangéliques, 1,2 % autres chrétiens, 1,1 % autres catholiques, 15,5 % sans appartenance religieuse, tandis que 36,8 % n'ont pas répondu.  

## Équipements

### Réseaux extra-urbains
La principale voie d'accès à Andornaktálya est la route 2501, qui traverse l'ensemble de la localité et la relie à Eger ainsi qu'aux communes situées plus au sud. Ses zones périphériques occidentales sont également desservies par la route nationale 25, l'autoroute M25 et la route nationale 253.  
La ligne ferroviaire Füzesabony–Putnok longe la partie occidentale du village. Toutefois, seule la halte d'Andornaktálya, située dans le quartier de Kistálya, est encore en service ; l'ancienne station Andornaktálya alsó, située dans le secteur d'Andornok, n'est plus en activité.  

## Patrimoine local
Le château Mocsáry, construit dans un style néoclassique, fut édifié selon les plans de Marco Casagrande. Il abrite aujourd'hui un centre de réhabilitation pour personnes en situation de handicap.  
Le gloriette du parc est un petit pavillon de jardin reposant sur huit colonnes toscanes, surmontées d'une corniche annulaire et d'un dôme hémisphérique.  
L'église catholique romaine, dédiée à la Visitation de la Vierge Marie, fut construite entre 1767 et 1779 sur le site d'un édifice plus ancien qui s'était effondré. Elle est de style baroque tardif.  
La taverne du Juif jaune (Sárga Zsidó kocsma), autrefois située au 255, rue Rákóczi, fut démolie. C'est dans cet établissement que Sándor Petőfi composa son poème Eger mellett (« Près d'Eger »).  
Le réseau de caves et d'habitations troglodytiques d'Andornaktálya est entouré de légendes. Selon certaines traditions locales, ces galeries souterraines auraient autrefois permis de rejoindre Miskolc.